# Černov (Pelhřimov)
Černov é uma comuna checa localizada na região de Vysočina, distrito de Pelhřimov.